# Euselasia psammathe
Euselasia psammathe är en fjärilsart som beskrevs av Adalbert Seitz 1916. Euselasia psammathe ingår i släktet Euselasia och familjen Riodinidae. Inga underarter finns listade i Catalogue of Life.